# いみぎむる
いみぎむる（11月29日 - ）は、日本の漫画家・イラストレーター。兵庫県出身。代表作にアニメ化もされた漫画作品『この美術部には問題がある!』がある。ペンネームの「いみぎむる」は、本名の漢字をバラしてつけられた名前で、当初は「イミギムル」の予定であったが、「イ・ミギムル」という名前の韓国人だと勘違いされたことをきっかけに紛らわしいとして平仮名表記の「いみぎむる」をペンネームとして採用した。

## 来歴
小学生のころから週刊少年ジャンプの読者で、『ドラゴンボール』『SLAM DUNK』『るろうに剣心 -明治剣客浪漫譚-』『封神演義』などの作品に影響を受けつつ、絵を描く仕事に憧れを描いていた。特にあずまきよひこの漫画『あずまんが大王』は自身が漫画家を具体的に目指すきっかけになったと語っており、自身がハガキに描いたイラストが雑誌『月刊コミックス電撃大王』の読者コーナーに掲載されたこともあると話している。
2007年に電撃のコミック新人賞「電撃コミックグランプリ」を受賞したが、その授賞式に伴って上京している合間に、実家にワニブックスの編集者が入れ違いで連絡をしていたことがきっかけとなり、ワニブックスでデビューした。商業デビュー作は漫画『キミに幸アレ!!』シリーズである。
2011年2月26日発売の「月刊コミックガム4月号」から同誌で『サイトーくんは超能力者らしい』の連載を始め、2013年9月号まで連載した。
2012年10月から「電撃マオウ」で『この美術部には問題がある!』の連載を始め、同作は2016年にアニメ化されたほか、2021年8月時点までにシリーズ累計100万部を達成している。
2020年2月には、イラストレーターや漫画家として活動した12年間の画業の成果を収録した自身初となる画集『いみぎむる ART WORKS fruits』を刊行している。
2024年11月には『このライトノベルがすごい！2025』イラストレーター部門で1位を獲得したことが発表された。

## 作品リスト

### 漫画作品

#### 連載
- キミに幸アレ!!（『月刊コミックガム』2007年 - 2009年）
- サイトーくんは超能力者らしい（『月刊コミックガム』2011年[8] - 2013年）
- この美術部には問題がある!（『電撃マオウ』2012年[14] - 連載中）

#### 読み切り
- 『ハナヤマタ』のアンソロジー寄稿作品（原作：浜弓場双、『ハナヤマタ アンソロジーコミック』2014年）[15]
- 『ペルソナQ シャドウ オブ ザ ラビリンス』のアンソロジー寄稿作品（『ペルソナQ シャドウ オブ ザ ラビリンス 電撃コミックアンソロジー』2014年）[16]
- Poetic justice（原作：Spider Lily、『リコリス・リコイル 公式コミックアンソロジー リロード』2022年） - 『リコリス・リコイル』のアンソロジー寄稿作品[17]。カバーイラストも担当[17]。
- Baby squirrel（原作：Spider Lily、『リコリス・リコイル 公式コミックアンソロジー リロード 2』2023年） - 『リコリス・リコイル』のアンソロジー寄稿作品。カバーイラストも担当。
- Short story collection（原作：Spider Lily、『リコリス・リコイル 公式コミックアンソロジー リロード 3』2023年） - 『リコリス・リコイル』のアンソロジー寄稿作品。カバーイラストも担当。

### イラスト
- いいんちょ。 7巻付属小冊子（2015年）イラスト寄稿[18]
- Fate/Grand Order（ゲーム、2015年）公式イラストレーター[1][12]
- Fate/Grand Order 電撃コミックアンソロジー10（2017年）カバーイラスト[19]
- 世界か彼女か選びます！（『世界か彼女か選べない』4巻付属フルカラー小冊子、2018年）イラスト寄稿[20]
- 負けヒロインが多すぎる！（著者：雨森たきび、ガガガ文庫、2021年）[21]

### 書籍

#### 漫画単行本
- 『キミに幸アレ!!』ワニブックス〈ガムコミック〉2008年 - 2009年、全2巻[22]
- 『サイトーくんは超能力者らしい』ワニブックス〈ガムコミックプラス〉2011年 - 2013年、全4巻[23]
- 『この美術部には問題がある!』アスキー・メディアワークス〈電撃コミックスNEXT〉2013年[24] - 刊行中、既刊15巻

#### 画集
- 『いみぎむる ART WORKS fruits』KADOKAWA、2020年2月27日発売[25]、ISBN 978-4-04-913040-9

### その他
- まったく最近の探偵ときたら 1巻（2016年）帯コメントとイラスト[26]
- ナギナミちゃんねる（XTuberグループ、2019年）キャラクターデザイン[1]
- 御利益プロジェクト（地域活性化施策、2020年）キャラクターデザイン[27]
- リコリス・リコイル（テレビアニメ、2022年）キャラクターデザイン[28]
- Fate/Grand Order（ゲーム、2025年）ビショーネのキャラクターデザイン[29]
- 『リコリス・リコイル』Friends are thieves of time.（Webアニメ、2025年）キャラクターデザイン、ネーム脚本[30]